# Teresa Goday
Teresa Goday és un personatge de ficció de la novel·la Mirall trencat de Mercè Rodoreda, la qual fou publicada l'any 1974.

## El personatge segons l'autora
Mercè Rodoreda diu, en el pròleg de Mirall trencat, referint-se al personatge de Teresa Goday:
| « | "M'agradava pensar que la família seria rica, amb una senyora fora de la casta. Desnivellada, d'origen modest. El personatge ideal el vaig descobrir en Teresa Goday, que en el moment de formar-se en el meu esperit no es deia Teresa ni es deia Goday. No tenia nom. Una bellesa que ajudava la seva mare a vendre peix però preparada interiorment a elevar-se de nivell amb aquella facilitat que té sovint una persona, sobretot una dona, arrencada al seu ambient per un destí." | » |

## El personatge dins del context de l'obra
Teresa Goday, nascuda a Barcelona vers el 1875, és filla d'una peixatera del Mercat de la Boqueria i la protagonista una trajectòria ascendent a través de la seua bellesa espectacular i de l'alçaprem que li suposen els matrimonis successius. Tingué un fill amb Miquel Masdéu i es casà en primeres núpcies amb Nicolau Rovira, home gran que havia fet una gran fortuna jugant a la borsa i que li proporciona el fet d'ésser presentada en societat i l'accés als cercles distingits de la ciutat. Revengué un gran fermall que ell li regalà, un cop casats, després de fer veure que l'havia perdut, cosa que provocà que ell n'hi comprés un altre: destinà els diners a l'educació de Jesús, el fill de Masdéu, a qui apadrinà en un gran bateig.
Quedà vídua aviat i es casà en segones núpcies amb el diplomàtic i terratinent Salvador Valldaura, un home de la seua edat, atractiu, educat i immesament ric. La cerimònia se celebrà a Santa Maria del Mar i passaren la lluna de mel en una finca de Vilafranca. Quan ell sabé que a ella no li agradava anar a París, on estava destinat, li feu construir, com a casa familiar, una gran torre a Sant Gervasi, on fou acollit Jesús Masdéu, que es dedicava a pintar tapissos. Tingueren una filla, a la qual posaren Sofia, que era el nom de la mare d'ell; la casaren amb Eladi Farriols, a qui, com que no volia estudiar, el seu pare associà amb una primera firma del tèxtil. Tingueren dos fills: primer Ramon i, tres anys després, Jaume. Eladi s'enamorà de la cupletista Pilar Segura, el nom artístic de la qual era Lady Godiva: tingueren una filla, Maria, que fou acollida a la torre com a parenta llunyana. Ramon i Maria s'enamoraren; quan saberen que eren germans, ell marxà de casa i ella se suïcidà. Ja en plena Segona República Espanyola, després de tres setmanes en què no li deixaven menjar res, morí.

## Anàlisi del personatge
Teresa, d'origen humil, aprofita totes les oportunitats i riqueses que el matrimoni amb Nicolau Rovira i després amb Salvador Valldaura li han proporcionat. Al llarg de la novel·la es fa referència a la seva vessant més hedonista: joies abundants, vi i dolços. Bru-Domínguez argumenta que Teresa és presentada com una femme fatale ja des del primer capítol, on utilitza la seva bellesa i encant per accedir a espais masculins i obtenir dels homes riquesa i estatus o plaer. És significatiu l'episodi on Teresa ven, en secret, el fermall que Nicolau li regala per obtenir diners pel seu fill Jesús. En clau simbòlica, Teresa moltes vegades apareix a Mirall trencat acompanyada de motius foscos com ombres ("...un llum amb el pàmpol verd que la deixava mig a l'ombra. Valia més així, protegida" (p. 34)) associats al cànon de la femme fatale. Un exemple d'aquesta imatgeria el trobem al ball de carnaval: per una banda, Teresa duu una màscara; per l'altra, porta amb un ventall amb una poma pintada, símbol del pecat original i la seducció decadent.
Totes les relacions entre mares i filles a Mirall trencat són complicades, i la de Teresa i Sofia no n'és una excepció. En paraules de Marina Porras, "Teresa és una dona bona, però com que la força de viure sense trair-se li consumeix tota l'energia, quan té una filla no es pot donar incondicionalment a ella com dictaria l'instint maternal". Sofia creix a l'ombra de la seva mare, estimada i respectada per tothom. Eladi Farriols, futur marit de Sofia, pensa "De vegades d'una mare espaterrant en surt una filla descolorida".
Crítics literaris han llegit en el personatge de Teresa l'encarnació dels ideals modernistes de feminitat. Al llarg de l'obra el personatge apareix associat a les flors, la roba, teles, artesania i, sobretot, les joies. El primer capítol de la novel·la, anomenat "Una joia de valor" fa referència alhora a Teresa com a joia simbòlica, descrita com una "perla" per Nicolau, i al fermall. Quan Teresa decora la casa després de la mort del primer marit, ho fa seguint els cànons opulents modernistes. Per altra banda, però, aquesta relació no és del tot clara ja que Teresa és presentada com una bellesa natural i canònica més pròpia de la iconografia clàssica.